# Haltepunkt Dortmund-Oespel
Der Haltepunkt Dortmund-Oespel ist ein Haltepunkt der Deutschen Bahn im Stadtbezirk Lütgendortmund der Stadt Dortmund in Nordrhein-Westfalen.
Der Haltepunkt wurde am 24. September 1983 eröffnet, dem Tag, an dem auch die für die S-Bahn Rhein-Ruhr erbaute Bahnstrecke Bochum–Dortmund in Betrieb genommen wurde. Der Bahnhof wurde als Hochbahnhof auf Betonstelzen erbaut. 

## Verkehr
| Linie | Verlauf | Takt                                                                            |
| ----- | --- | ------------------------------------------------------------------------------- |
| S 1   | Solingen Hbf – SG-Vogelpark – Hilden Süd – Hilden – D-Eller – D-Eller Mitte – D-Oberbilk – D-Volksgarten – Düsseldorf Hbf – D-Wehrhahn – D-Zoo – D-Derendorf – D-Unterrath – D-Flughafen – Angermund – DU-Rahm – DU-Großenbaum – DU-Buchholz – DU-Schlenk – Duisburg Hbf – MH-Styrum – Mülheim (Ruhr) Hbf – E-Frohnhausen – Essen West – Essen Hbf – E-Steele – E-Steele Ost – E-Eiberg – Wattenscheid-Höntrop – BO-Ehrenfeld – Bochum Hbf – BO-Langendreer West – BO-Langendreer – DO-Kley – DO-Oespel – DO-Universität – DO-Dorstfeld Süd – DO-Dorstfeld – Dortmund Hbf Stand: Fahrplanwechsel Dezember 2023 | 30 min 20 min (Solingen–Duisburg wochentags) 15 min (Essen–Dortmund wochentags) |

Am Zugang zum Haltepunkt liegt eine Bushaltestelle, die von DSW21 mit der Buslinie 440 (Aplerbeck – Germania) und den Buslinien 470 (Oespel – Mengede) und 465 (Oespel – Dorstfeld/Huckarde), die beide hier ihre Start- und Endhaltestelle haben, sowie von der Verkehrsgesellschaft Ennepe-Ruhr mit der Buslinie 371 (DO-Universität – Witten) bedient wird.
Vor der Erbauung des S-Bahnhofs Oespel trug die Bushaltestelle den Namen Oespel Dorf.